# Super Mario Brothers Super Show
Die Super Mario Brothers Super Show war eine US-amerikanische Fernsehserie, welche auf der Videospielfigur Super Mario basiert.

## Aufbau jeder Episode

### Super-Mario-Episoden
Jede Episode der Serie lief nach demselben Schema ab: Die ersten und letzten Minuten jeder Episode bestanden aus der sogenannten Mario Bros. Plumbing Sitcom in der ein Live Action Mario (gespielt von Lou Albano) und ein Live Action Luigi (gespielt von Danny Wells) in verquere Situationen gelangen.

Nach dem ersten der beiden Sitcom-Segmenten kommt es zum Super Mario Bros. Cartoon, einem Zeichentricksegment, das zum größten Teil auf dem Videospiel Super Mario Bros. basiert. Bowser, in der Serie nach seinem offiziellen Titel König Koopa genannt, versucht in jeder Folge, Prinzessin Toadstool zu fangen oder ihr geliebtes Pilzkönigreich an sich zu reißen. Nach dem Zeichentricksegment folgt eine weitere kurze Sequenz der Mario Bros. Plumbing Sitcom.

### The-Legend-of-Zelda-Episoden
Nachdem die ersten 52 Folgen zur Serie sich im Zeichentricksegment mit den Abenteuern von Mario und seinen Freunden befasste, handelten die letzten 13 Folgen  von Link und seinem Kampf gegen Ganon.
Wie schon bei dem Super Mario Bros. Cartoon verlief jede Folge nach demselben Schema ab: Ganon hat einen neuen Plan geschmiedet das Triforce von Hyrule zu stehlen und es ist stets an Link und Prinzessin Zelda ihn davon abzuhalten.

## Synchronisation
| Rolle                       | Originalsprecher          | Deutscher Sprecher        |
| Super-Mario-Bros.-Segment   | Super-Mario-Bros.-Segment | Super-Mario-Bros.-Segment |
| --------------------------- | ------------------------- | ------------------------- |
| Mario                       | Lou Albano                | Reinhard Brock            |
| Luigi                       | Danny Wells               | Gudo Hoegel               |
| Prinzessin Toadstool        | Jeannie Elias             | Sabine Bohlmann           |
| Toad                        | John Stocker              | Hans-Rainer Müller        |
| König Koopa                 | Harvey Atkin              | Willi Röbke               |
| Mouser                      | Frank Welker              | Leon Rainer               |
| The-Legend-of-Zelda-Segment |                           |                           |
| Link                        | Jonathan Potts            | Florian Halm              |
| Prinzessin Zelda            | Cyndy Preston             | Alexandra Ludwig          |
| Ganon                       | Len Carlson               | Willi Röbke               |
| Sprite                      |                           | Sabine Bohlmann           |

## Heimvideo-Veröffentlichungen
In den 1990er Jahren gab es mehrere VHS-Veröffentlichungen zur Serie. Seit 2007 sind mehrere Episoden der Super-Mario-Segmente auf DVD erhältlich. Die 13-teilige Zelda-Reihe wurde 2016 erstmals auf DVD veröffentlicht.

## Fortsetzungen
Die Serie wurde 1990 unter dem Titel Die Abenteuer von Super Mario Bros. 3 und 1991 unter dem Titel Super Mario Welt fortgesetzt.